# Edward Donovan

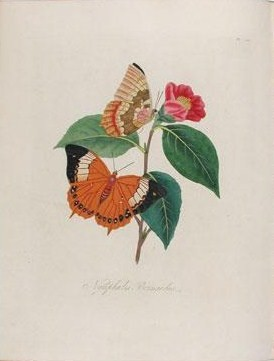
Ilustración de Donovan

Edward Donovan (Cork, 1768-Kennington Road, 1 de febrero de 1837)) fue un escritor, ilustrador y entomólogo aficionado angloirlandés.
Fue autor de numerosas publicaciones en Natural History of British Birds (1792-97), Natural History of British Insects (1792-1813), Natural History of British Fishes (1802-08) o An Epitome of the Natural History of the Insects of China (1798), An Epitome of the Natural History of the Insects of India (1800) y fundó el London Museum and Institute of Natural History.